# Calicina brevis
Calicina brevis is een hooiwagen uit de familie Phalangodidae. De wetenschappelijke naam van Calicina breva gaat terug op Briggs.